# Гюмрийский технологический центр
Гюмрийский технологический центр (арм. Գյումրու տեխնոլոգիական կենտրոն), также известный как Гюмрийский технопарк, — центр развития информационных технологий, расположенный в Гюмри, втором по величине городе Армении.

## История
Гюмрийский технологический центр был создан в результате сотрудничества правительства Армении, фонда «Инкубатор предприятий» и Всемирного банка. Он разместился в здании бывшего педагогического института, построенного в начале XX века и сильно пострадавшего во время землетрясения 1988 года. Общий бюджет проекта составил около 1,67 млрд. драм ($ 4,1 млн). В церемонии открытия технопарка, состоявшейся 13 сентября 2014 года, приняли участие президент Армении Серж Саргсян, вице-премьер Армен Геворгян, министр экономики Карен Чшмаритян, президент фонда «Инкубатор предприятий» Баграт Енгибарян, а также представители властей Ширакской области.

## Описание
Площадь технопарка составляет около 6500 квадратных метров, из которых 5300 м2 используется исключительно в технологических целях. Комплекс включает в себя предусмотренные для предприятий сферы информационных технологий офисные помещения, учебные и научно-исследовательские лаборатории. Также он действует как инкубационный центр для новых и действующих предприятий в сфере ИТ.

## Галерея
- Фотография 1917 года, здание Александропольской Торговой гимназии
- Современное состояние